# Liste von Brunnen in Augsburg
In dieser Liste der Brunnen in Augsburg sind Brunnen in der bayerischen Bezirkshauptstadt Augsburg aufgeführt. Neben den berühmten Prachtbrunnen beinhaltet die Liste auch unscheinbare oder ehemalige Brunnen.
Die Liste erhebt keinen Anspruch auf Vollständigkeit. Andere Kunst- und Kulturdenkmale oder künstlerisch gestaltete Objekte im Stadtbild sind in der Liste der Baudenkmäler in Augsburg aufgeführt.

## Liste der Brunnen
| Bezeichnung             | Baujahr       | Beschreibung | Lage                          | Bild |
| ----------------------- | ------------- | --- | ----------------------------- | ---- |
| Augustusbrunnen         | 1588 bis 1594 | Der Augustusbrunnen ist einer der drei Prachtbrunnen Augsburgs und befindet sich auf dem Rathausplatz. | 48° 22′ 9″ N, 10° 53′ 53″ O   |      |
| Georgsbrunnen           | 1565          | Der Georgsbrunnen, der den Heiligen Georg als Ritter, aber ohne Pferd, beim Drachentöten zeigt, war zunächst vor der Herrenstube (gegenüber altem Rathaus) aufgestellt. 1833 wurde die Figur zu einem Brunnen vor der Stadtmetzg gebracht. Von 1961 bis 1993 befand sich die Brunnenfigur auf der Brunnensäule vor St. Jakob, heute steht sie wieder vor der Stadtmetzg. | 48° 22′ 10″ N, 10° 53′ 58″ O. |      |
| Handwerkerbrunnen       | 1972          | Ein Brunnen zur Erinnerung an die Bedeutung der Landwirtschaft und des Handwerks in Haunstetten. Der Brunnen befindet sich auf dem Georg-Käß-Platz. | 48° 18′ 35″ N, 10° 54′ 36″ O. |      |
| Herkulesbrunnen         | 1597 bis 1600 | Der Herkulesbrunnen ist einer der drei Prachtbrunnen Augsburgs und befindet sich in der Maximilianstraße vor dem Haupteingang des Schaezlerpalais. | 48° 21′ 54″ N, 10° 53′ 58″ O. |      |
| Krönlein-Natter-Brunnen | 1962          | Der Brunnen von Sepp Mastaller steht im Hof der Birkenau-Grundschule. Er wurde anlässlich der 10-Jahres-Feier von der Stadt Augsburg aufgestellt. | 48° 22′ 57″ N, 10° 54′ 34″ O  |      |
| Manzù-Brunnen           | 1985          | Der Jugend gewidmet wurde der Manzù-Brunnen im Jahre 1985. Er wurde zur 2000-Jahr-Feier der Stadt Augsburg am Königsplatz errichtet. | 48° 21′ 59″ N, 10° 53′ 41″ O  |      |
| Merkurbrunnen           | 1596 bis 1599 | Der Merkurbrunnen ist einer der drei Prachtbrunnen Augsburgs und befindet sich auf dem Moritzplatz. | 48° 22′ 2″ N, 10° 53′ 55″ O.  |      |
| Neptunbrunnen           | 1537          | Die Brunnenfigur des Neptunbrunnens gilt als die älteste Augsburgs und befindet sich in der Jakobervorstadt unweit der Fuggerei auf dem Jakobsplatz | 48° 22′ 9″ N, 10° 54′ 18″ O.  |      |
| Prinzregentenbrunnen    | 1901          | Der Prinzregentenbrunnen ist dem Prinzregent Luitpold von Bayern gewidmet und befindet sich auf dem Prinzregentenplatz im Bahnhofs- und Bismarckviertel. Er ist ein Werk des Münchner Bildhauers Franz Bernauer. | 48° 22′ 3″ N, 10° 53′ 22″ O   |      |
| Reichenberger Brunnen   | 1980          | Auf dem Vorplatz von Kongress am Park befindet sich seit 1980 der Reichenberger Brunnen. Die Brunnensäule wurde vom Architekten Egon Hartmann entworfen und war ein Geschenk an die Stadt Augsburg. Auf der Brunnensäule aus Bronze und Emaile sind wichtige Ereignisse in der Geschichte der Stadt Reichenberg (tschechisch Liberec) in Form von Reliefdarstellungen abgebildet. Augsburg ist seit 1955 Patin für die Heimatvertriebenen aus Reichenberg. 2001 wurden Augsburg und Liberec Städtepartnerinnen. | 48° 21′ 33″ N, 10° 53′ 17″ O  |      |
| Schäfflerbrunnen        | 1985          | Der Schäfflerbrunnen wurde ebenfalls zur 2000-Jahr-Feier der Stadt Augsburg errichtet. Im neu gestalteten Schäfflerhof (Schwibbogengasse 9) zeigt der von Christian Angerbauer entworfene Brunnen den Schäfflertanz und auf vier Bronzetafeln die Herstellung eines Fasses. | 48° 21′ 49″ N, 10° 54′ 13″ O  |      |
| Thormann-Brunnen        | 1880          | Springbrunnen auf dem Königsplatz in Form eines kreisrunden Wasserbecken mit einem Durchmesser von 12 Metern. Erstellt von Alfred Thormann gilt er als das erste Betonbauwerk in Augsburg. | 48° 21′ 58″ N, 10° 53′ 37″ O  |      |
| Kesterbrunnen           | 1908          | Springbrunnen nahe dem Königsplatz zwischen Schießgrabenstraße und Konrad-Adenauer-Allee. Geschaffen vom Münchener Bildhauer August Pausenberger. Benannt ist der Brunnen nach dem Augsburger Polizei- und Rechtsrat Theodor Kester (1847–1906), der zusammen mit Kommerzienrat Friedrich Keller und dessen Frau Luise der Stadt Mittel zum Erhalt von Brunnen und Gebäuden vermachte. | 48° 21′ 51″ N, 10° 53′ 43″ O  |      |